# آدام بودزک
آدام بودزک (انگلیسی: Adam Bodzek؛ زادهٔ ۷ سپتامبر ۱۹۸۵) بازیکن فوتبال اهل لهستان است.
از باشگاه‌هایی که در آن بازی کرده‌است می‌توان به باشگاه فوتبال فورتونا دوسلدورف و باشگاه فوتبال دویسبورگ اشاره کرد.